# Canon EOS 500D
Canon EOS 500D — цифровий дзеркальний фотоапарат початкового рівня серії EOS компанії Canon. Орієнтований на непрофесійних фотографів, вперше анонсований 25 березня 2009 року. Позиціюється виробником як розвиток популярної бюджетної камери Canon EOS 450D. Наступна модель цього рівня — Canon EOS 550D.

## Особливості у порівнянні з попередньою моделлюCanon EOS 450D
Основними особливостями фотокамери в порівнянні з попередньою моделлю Canon EOS 450D та іншими стали:
- сенсор зображення з роздільною здатністю 15,1 мегапікселів;
- процесор обробки зображень DIGIC IV;
- ISO Чутливість – AUTO(100–1600), 100, 200, 400, 800, 1600, 3200 розширюється до 6400 + H (приблизно 12800)
- можливість зйомки відео (формат HD (1280 × 720 30 fps), Full HD (1920 × 1080 20fps));
- 3" LCD-дисплей з 920 тисяч пікселів;
- з’явилося гніздо HDMI;
- максимальне число кадрів у режимі безперервної зйомки збільшено до 170 кадрів у форматі JPEG і 9 у форматі RAW.